# Reboredo (Cangas de Morrazo)
Reboredo es un lugar situado en la parroquia de Coiro, del municipio español de Cangas de Morrazo, en la provincia de Pontevedra, Galicia.

## Geografía
Limita con los barrios de O Señal (al sur), Ximeu (al noroeste), Romarigo (noreste) y O Forte (este) que están separados por el río Bouzós.
Se divide en dos zonas diferenciadas, una rural o el Reboredo tradicional, construida sobre el camino de Reboredo (hoy calle Reboredo) y el camino que comunica éste con Romarigo, con casas unifamiliares y terrenos de cultivo, destacando grandes extensiones de viñedos.

## Demografía
| Gráfica de evolución demográfica de Reboredo entre 2000 y 2023 |
|                                                                |
| Datos según el nomenclátor publicado por el INE.               |

## Equipamiento
En una de esas extensiones se edificó a partir de los años 70 la zona de la avenida de Marín, una urbanización de edificios en manzana cerrada con calles en cuadrícula que se fusiona con los barrios de O Señal y O Forte (abarca las calles Gondomar, A Guarda, Redondela, José Soage Jalda y parte de la avenida de Galicia y Marín, además de la calle y camino de Reboredo)
En este lugar se ubican servicios como el Centro de Salud, un aparcamiento subterráneo o la notaría, además de gran cantidad de establecimientos comerciales y locales de ocio.

## Patrimonio
Uno de los símbolos del lugar es la "Pedra Choca", una gran piedra ubicada en medio de una gran extensión de terrenos de cultivo.